# تل پوک
تل پوک مربوط به دوران‌های تاریخی پس از اسلام است و در شهرستانسروستان، ۲ کیلومتری جاده سروستان واقع شده و این اثر در تاریخ ۲۵ اسفند ۱۳۷۹ با شمارهٔ ثبت ۳۴۳۸ به‌عنوان یکی از آثار ملی ایران به ثبت رسیده است.